# Terraferma (film)
Terraferma è un film del 2011 diretto da Emanuele Crialese.
Il film è una co-produzione italo-francese prodotta da Cattleya con la collaborazione di Rai Cinema e il supporto del Ministero per i Beni e le Attività Culturali e della Sicilia Film Commission. È stato presentato in concorso alla 68ª Mostra internazionale d'arte cinematografica di Venezia, dove ha ricevuto il Premio speciale della giuria.
Il 28 settembre 2011 la Commissione di Selezione istituita presso l'Anica su incarico dell'Academy Award ha annunciato che il film è stato scelto come rappresentante italiano per concorrere nella categoria "Miglior film straniero" agli Oscar 2012. Il 18 gennaio 2012 termina il sogno dell'Oscar con la pubblicazione della prima short-list dei film in lizza per la categoria "Miglior film straniero".
Ha ricevuto tre candidature ai David di Donatello 2012.

## Trama
La storia comincia sul mar Mediterraneo. Il vecchio Ernesto e il giovane nipote Filippo, due pescatori di un'isola siciliana (Linosa che però non viene mai nominata ), stanno pescando quando improvvisamente i resti di una barca distrutta arrivano tra le eliche del loro peschereccio, che devono quindi essere riparate a terra. La scena cambia e l'azione ora si svolge sul molo, dove si sta celebrando l'anniversario della morte di Pietro, il figlio maggiore di Ernesto, che era scomparso nel mare tre anni prima. Giulietta, rimasta vedova di Pietro, è insoddisfatta delle condizioni di vita e vuole traslocare sulla terraferma con suo figlio Filippo per cercare una vita e un lavoro migliore; Filippo non condivide però questo desiderio. Nino, l'altro figlio di Ernesto, ha lasciato la pesca e adesso vive del turismo, sperando che questa sarà la sua strada verso il futuro. Guadagna bene infatti, e si può permettere tante soddisfazioni; e compra per l'appunto un motorino e lo regala a Filippo per il suo compleanno, ma questo è subito distrutto da alcuni invidiosi.
In estate, i giovanissimi visitatori Maura, Stefano e Marco arrivano col traghetto e affittano la casa di Filippo e Giulietta che vanno ad abitare in garage. Nel frattempo la barca è di nuovo pronta per partire, riparata da Ernesto, che durante la lavorazione ha rischiato un infarto. Egli però è un uomo all'antica, scettico nei confronti del progresso e nelle scoperte mediche, ragion per cui, sentendosi male di nuovo, si rifiuta di abbandonare l'isola, sua patria amata. Qualche giorno dopo l'arrivo dei tre ragazzi, Ernesto e Filippo, pescando in mare, incontrano una zattera strapiena di migranti africani. Chiamano la Guardia costiera che li avvisa di restare nelle vicinanze della zattera, ma di non prendere nessuno a bordo. Ernesto, in ossequio alla legge del mare, raccoglie alcuni migranti che stanno nuotando verso la barca, e quando sbarcano la maggioranza delle persone salvate può dileguarsi nella cittadina grazie alla protezione della notte.
Una donna incinta e suo figlio vengono portati da Ernesto nella propria casa, e nella stessa notte lei mette al mondo una bambina. Ernesto è compassionevole e offre alla donna la possibilità di restare da loro per alcuni giorni. Il giorno dopo la Guardia di Finanza inizia la ricerca dei rifugiati e confisca la barca di Ernesto, perché è senza la licenza per il trasporto di turisti, ma non trova fortunatamente i rifugiati migranti nella casa. Giulietta, irritatissima, vuole che Sara e i suoi bambini partano, ma Ernesto li protegge e li tiene in casa ancora per un po', rifiutandosi di obbedire alla spietata legge della Finanza. Col tempo anche in Giulietta cresce la simpatia per Sara, che come lei desidera niente di più che una vita migliore, scappando nel Nord Italia, dove lavora suo marito, emigrato anni prima. Sara infatti rivela che ha iniziato il suo viaggio dal corno d'Africa, è successivamente scesa sulla zattera in Libia e sta adesso cercando d'arrivare a Torino, dove risiede il coniuge.
Una sera Filippo porta Maura al porto di Linosa, dove ruba una piccola barca e la prende per un bagno. Quando accende la lampara posta ad un lato della barca per illuminare l'acqua per Maura, che si tuffa leggermente brilla in mare, vede che nuovamente un gruppo di migranti africani si sta avvicinando. Maura torna a bordo e Filippo è costretto a usare il timone per difendersi contro tutti i migranti che tentano di salire a bordo; successivamente accende il motore dell'imbarcazione e parte. La situazione nell'isola lentamente si sta facendo insostenibile, e pare che gli abitanti siano abbandonati a loro stessi, giacché le forze dell'ordine, in ossequio alla legge, devono impedire di accogliere i migranti, costretti a morire in mare. Infatti Nino, che sta organizzando una gita in barca sulla spiaggia per i turisti, vede una scia di morti annegati, che vengono accolti dai Carabinieri, che sono costretti ad adagiare i cadaveri sulla spiaggia, soccorrendo come meglio possono i sopravvissuti.
I turisti si accorgono della reale situazione e si affrettano a lasciare l'isola. Ernesto, dal canto suo, ha l'idea di trasportare Sara e i suoi figli sulla terraferma in macchina per non farsi scoprire; ma tutti i veicoli che vogliono salire sul traghetto sono controllati dai Carabinieri, allora il vecchio non vede altra possibilità che tornare indietro. Filippo, che aveva visto i rifugiati quasi morti di sete durante l'incidente con Nino sulla baia, sente il gran peso della coscienza e soprattutto il desiderio di ribellarsi contro la legge e di pensare al suo futuro. Decide quindi di rubare il furgone di Ernesto e va al porto per prendere la barca che era stata sequestrata a suo nonno per salvare Sara e i bambini.

## Produzione
Le riprese del film sono iniziate a maggio 2010, per una durata di 12 settimane, a Linosa (Pelagie).

## Distribuzione
Dopo la presentazione, in concorso, al Festival di Venezia 2011, il film viene distribuito nelle sale italiane dal 7 settembre 2011 a cura della 01 Distribution.

## Riconoscimenti
- 2012 - David di Donatello
  - Nomination Miglior film
  - Nomination  Miglior regista a Emanuele Crialese
  - Nomination Migliore attrice protagonista a Donatella Finocchiaro
- 2012 - Nastro d'argento
  - Migliore colonna sonora a Franco Piersanti
  - Premio Lancia a Giuseppe Fiorello
  - Nomination Regista del miglior film a Emanuele Crialese
  - Nomination Migliore attrice protagonista a Donatella Finocchiaro
  - Nomination Migliore attore non protagonista a Giuseppe Fiorello
  - Nomination Migliore fotografia a Fabio Cianchetti
- 2011 - Mostra internazionale d'arte cinematografica di Venezia
  - Leone d'argento - Gran premio della giuria a Emanuele Crialese
  - Nomination Leone d'oro a Emanuele Crialese
- 2012 - Ciak d'oro
  - Migliore colonna sonora a Franco Piersanti[6]
- 2012 - Bari International Film Festival
  - Premio Mario Monicelli - Miglior regista a Emanuele Crialese

## Collegamenti con Verga
La vicenda del film è molto simile a quella de I Malavoglia di Giovanni Verga. L'ambientazione in una piccola zona della Sicilia, la presentazione della famiglia costituita dal capo anziano, sicuro delle proprie certezze e della propria semplice vita di pescatore, il figlio primogenito morto in mare, il secondogenito che pensa a modernizzare l'economia familiare volgendo lo sguardo verso il futuro, la nuora che desidera una vita migliore per il giovane figlio sprovveduto che vorrebbe svolgere lo stesso lavoro di pescatore del nonno, sono tutti fatti riconducibili alla storia verghiana. L'avvento successivamente della tragedia familiare avviene a causa dello sbarco dei migranti dall'Africa nella loro isola, mentre nel romanzo di Verga ciò si verifica per la distruzione della barca da pesca (sequestrata dalla finanza nel caso di questo film), e per un prestito di un usuraio al capofamiglia non ripagato in tempo.